# Modekngei
Modekngei, ou Ngara Modekngei, est un mouvement religieux monothéiste fondé en 1915 par Temedad, natif de Babeldaob. Le mouvement s'est propagé aux Palaos. Il devint également un mouvement politique entre les deux guerres mondiales et est actuellement la religion de 8,8 % de la population des Palaos.

## Sources
- (en) Cet article est partiellement ou en totalité issu de l’article de Wikipédia en anglais intitulé « Modekngei » (voir la liste des auteurs).